# Ambam
Ambam ist eine Gemeinde in Kamerun in der Region Sud. Sie ist die Hauptstadt des Départements Vallée-du-Ntem. 

## Geografie
Die Gemeinde liegt im Süden des Landes an der Grenze zu Gabun und nahe Äquatorialguinea.

## Verkehr
Ambam ist mit der Nationalstraße N2 zu erreichen.

## Weblinks

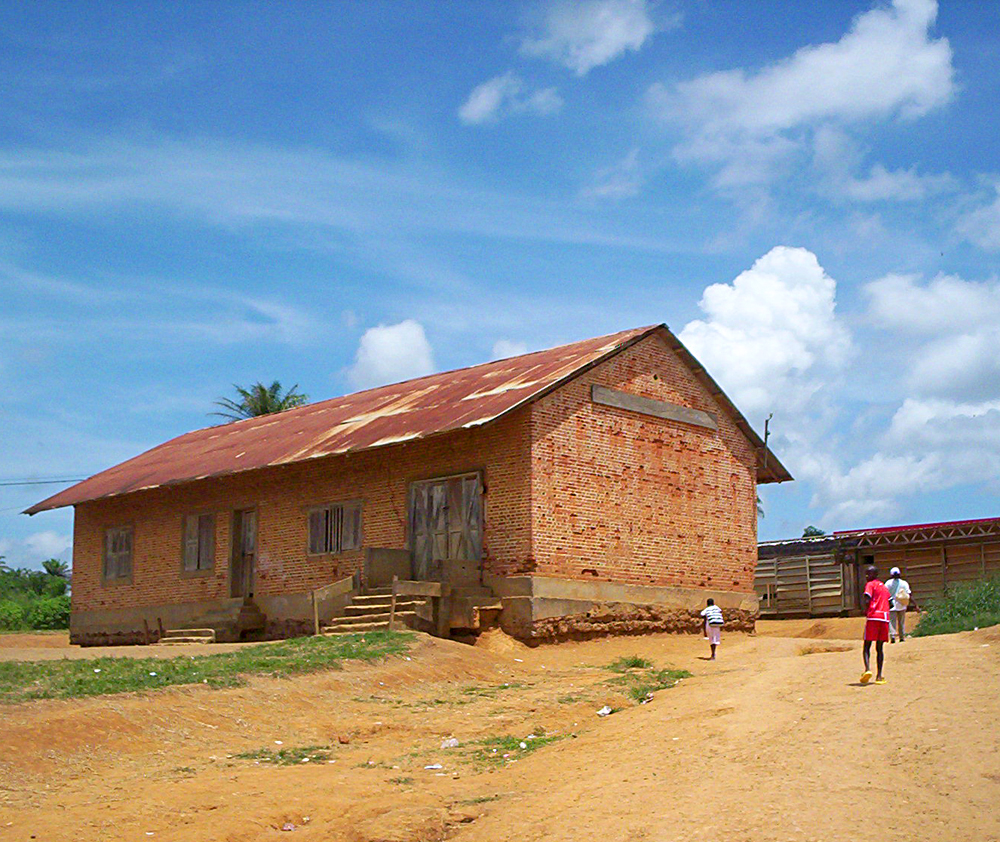
Gebäude aus der Kolonialzeit